# Philodendron amplisinum
Philodendron amplisinum är en kallaväxtart som beskrevs av George Sydney Bunting. Philodendron amplisinum ingår i släktet Philodendron och familjen kallaväxter. Inga underarter finns listade.